# Quercus faginea
La quercia lusitana (Quercus faginea Lam.) è una specie di albero marcescente appartenente alla famiglia Fagaceae di circa 20 m di altezza media, tipica delle zone a clima mediterraneo dell'Africa settentrionale e della penisola iberica. Specie autoctona della macchia mediterranea, fiorisce tra aprile e maggio, quasi sempre prima del leccio; le ghiande maturano e vengono disperse a partire da settembre e ottobre.

## Descrizione

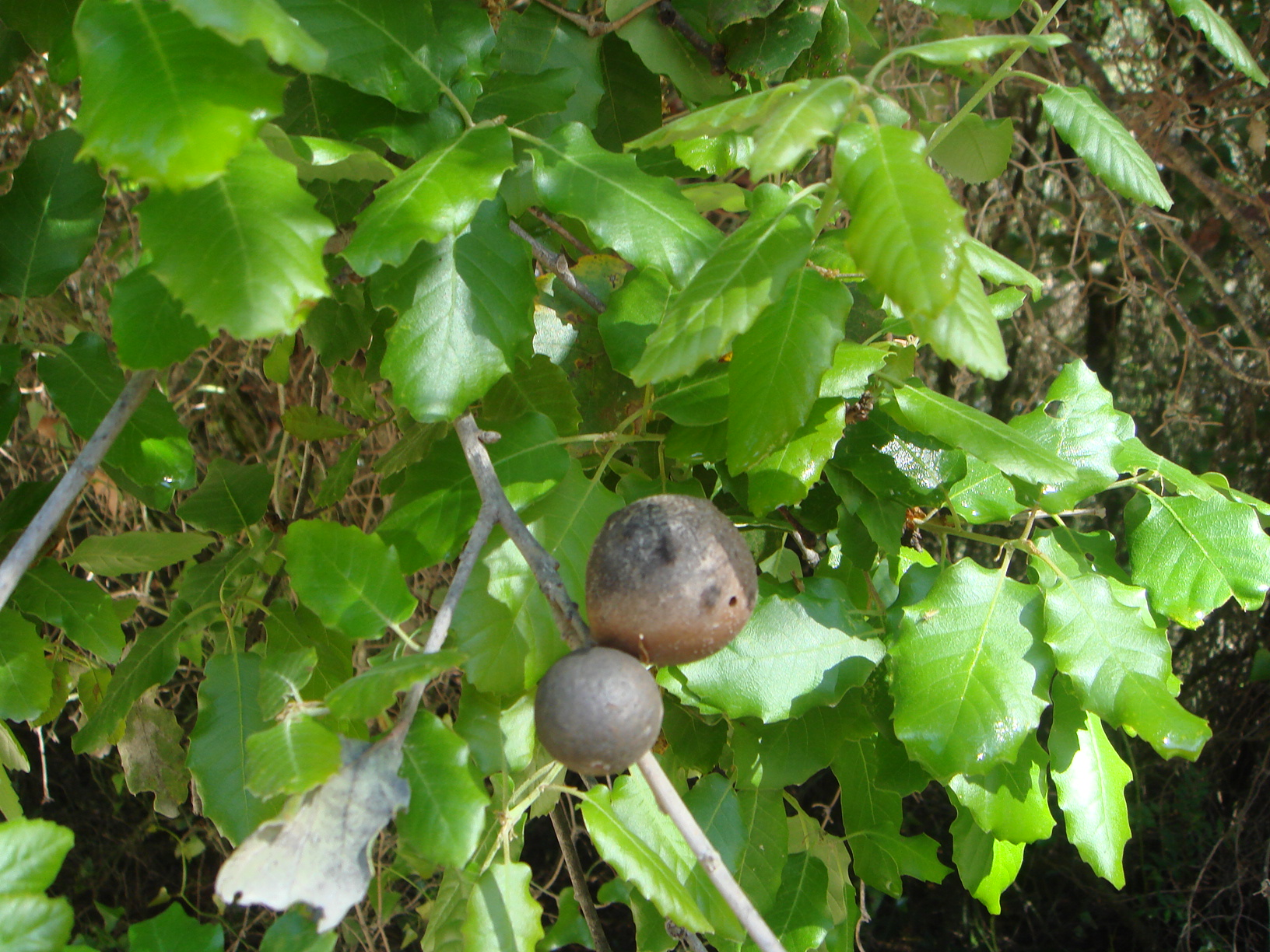
Galle.

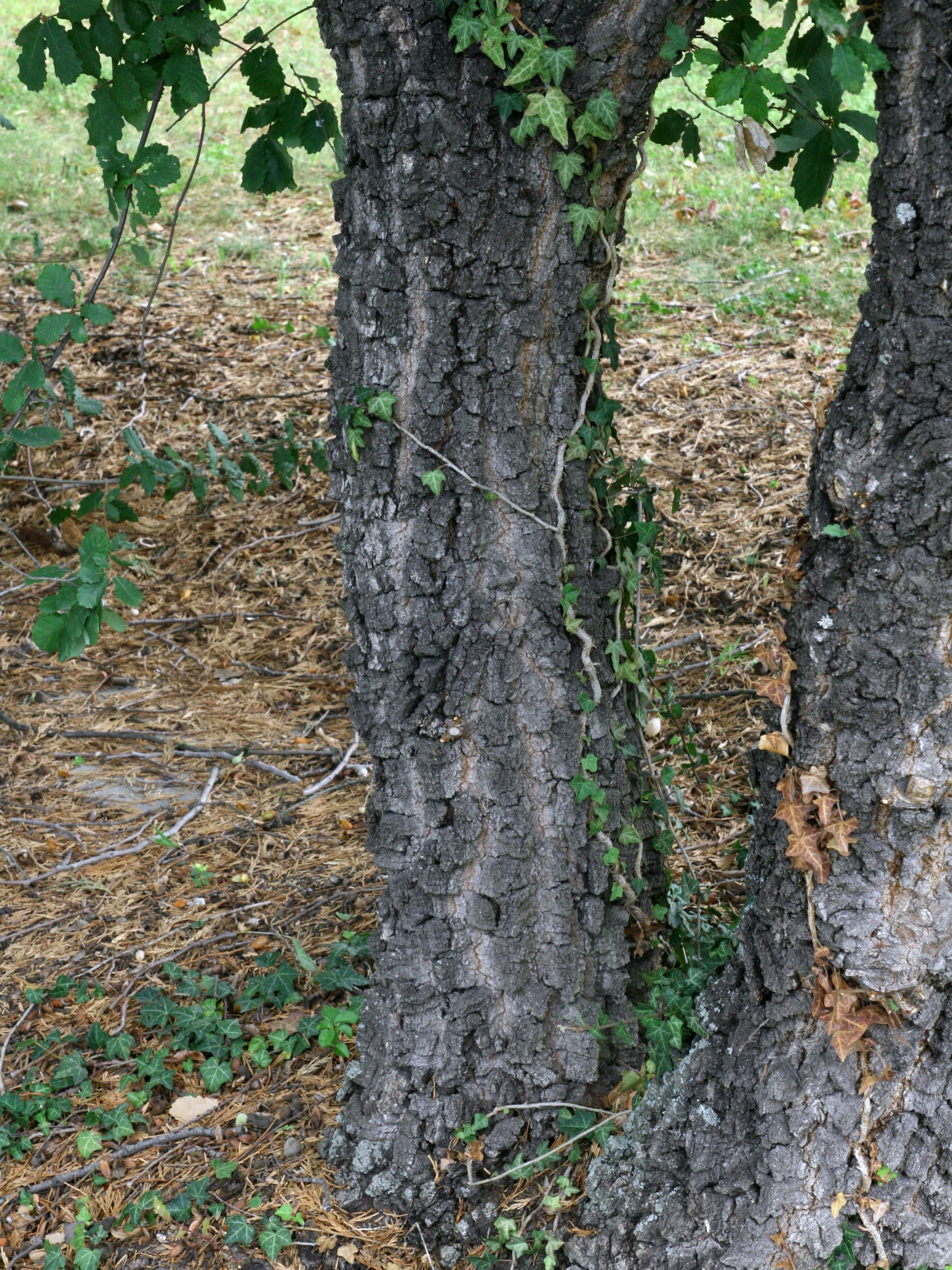
Dettaglio del tronco.

La quercia lusitana è un albero simile al leccio, ma ha fogliame deciduo e meno denso. Le foglie sono di colore verde brillante sulla pagina superiore e pallido su quella inferiore, con il margine attraversato da denticoli poco profondi, talvolta pungenti; anche in pieno inverno è possibile trovare foglie che conservano ancora il loro colore verde; le foglie secche rimangono a lungo sui rami prima di cadere. I fiori sono molto semplici e sono riuniti in piccoli gruppi su amenti sparsi.
Il frutto è una ghianda la cui cupola è coperta da squame ovali, un po' prominenti sul dorso e dall'aspetto vellutato; le ghiande sono disposte in gruppi e nascono su brevi peduncoli.
Tipiche della guercia lusitana, così come di altre querce, sono le galle, dal cui nome latino, cecidium, deriva il nome spagnolo della specie, quejigo appunto. Sono sfere delle dimensioni di una noce, di colore marrone, provviste di piccole protuberanze che spesso formano una corona, e dall'interno spugnoso e impermeabile. Sono prodotte in seguito alla puntura di un insetto della famiglia dei Cinipidi, che deponendo le uova nei giovani germogli sfrutta proprio le galle che vengono a formarsi come sicura camera di incubazione. Queste galle sono molto apprezzate per la loro ricchezza di tannini (l'acido gallico, un tannino, deve il suo nome proprio alle galle). Le ghiande della quercia lusitana, che maturano prima di quelle del leccio, sono di grande utilità nell'allevamento dei maiali. Il legno, invece, trova utilità nell'edilizia, sotto forma di travi, come legna da ardere e per ricavare carbone vegetale.

## Distribuzione e habitat
La quercia lusitana è originaria della regione mediterranea occidentale; nella penisola iberica, è scarsa o assente solo nelle regioni settentrionali (in particolare nella Galizia), ma è più o meno frequente nel resto della regione. È presente anche a Maiorca, dove è stata probabilmente introdotta nell'antichità, a Puigpunyent. Oltre che nella penisola iberica, questa specie cresce anche sulle montagne dell'Atlante, nell'Africa nord-occidentale.
Cresce in ogni tipo di terreno, compresi quelli ricchi di ossido di calcio, e resiste molto bene anche ai climi che presentano forti escursioni stagionali (continentali); nelle regioni montuose della Spagna meridionale può spingersi fino a 1900 m di altitudine. Richiede condizioni simili a quelle del leccio, anche se ha bisogno di maggiore umidità e di terreni più freschi e più profondi, ed è meno resistente alla prolungata siccità estiva. Si associa frequentemente ad altre specie di querce, come il leccio, la quercia dei Pirenei e la quercia da sughero.
Forma facilmente ibridi con la quercia dell'Algeria (Quercus canariensis Willd.) e la roverella (Quercus pubescens Szov. ex A.DC. ), di difficile identificazione.

## Tassonomia
Ne vengono riconosciute due sottospecie: faginea, propria della penisola iberica, e broteroi, diffusa nell'Africa nord-occidentale e nella parte sud-occidentale della penisola iberica.